# Kasteel Kuressaare
Het Kasteel Kuressaare (Ests: Kuressaare linnus) is een middeleeuws bisschoppelijk kasteel in Kuressaare op het Este eiland Saaremaa. Het kasteel stamt uit de 14e eeuw en is het enige kasteel in Baltische staten dat niet zwaar gereconstrueerd is. Sinds 1993 bevindt zich hier een vesting van de Saaremaa museum, dat de geschiedenis van de regio vertelt.